# フライブルク - ドナウエシンゲン線
フライブルク - ドナウエシンゲン線（フライブルク - ドナウエシンゲンせん、ドイツ語: Bahnstrecke Freiburg–Donaueschingen）あるいはヘレンタール鉄道（ヘレンタールてつどう、ドイツ語: Höllentalbahn, 文字通りには「地獄谷鉄道」）は、シュヴァルツヴァルトの一部であるヘレンタール渓谷を部分的に通って、フライブルクとドナウエッシンゲンを結ぶ鉄道路線である。
全体的に、この路線は高度278 mのフライブルクから高度885 mのヒンターツァルテンまで伸びている。一部の勾配は5.7％に至り、この路線はドイツで最も急な路線の1つである。

## 歴史

### バーデン大公国鉄道

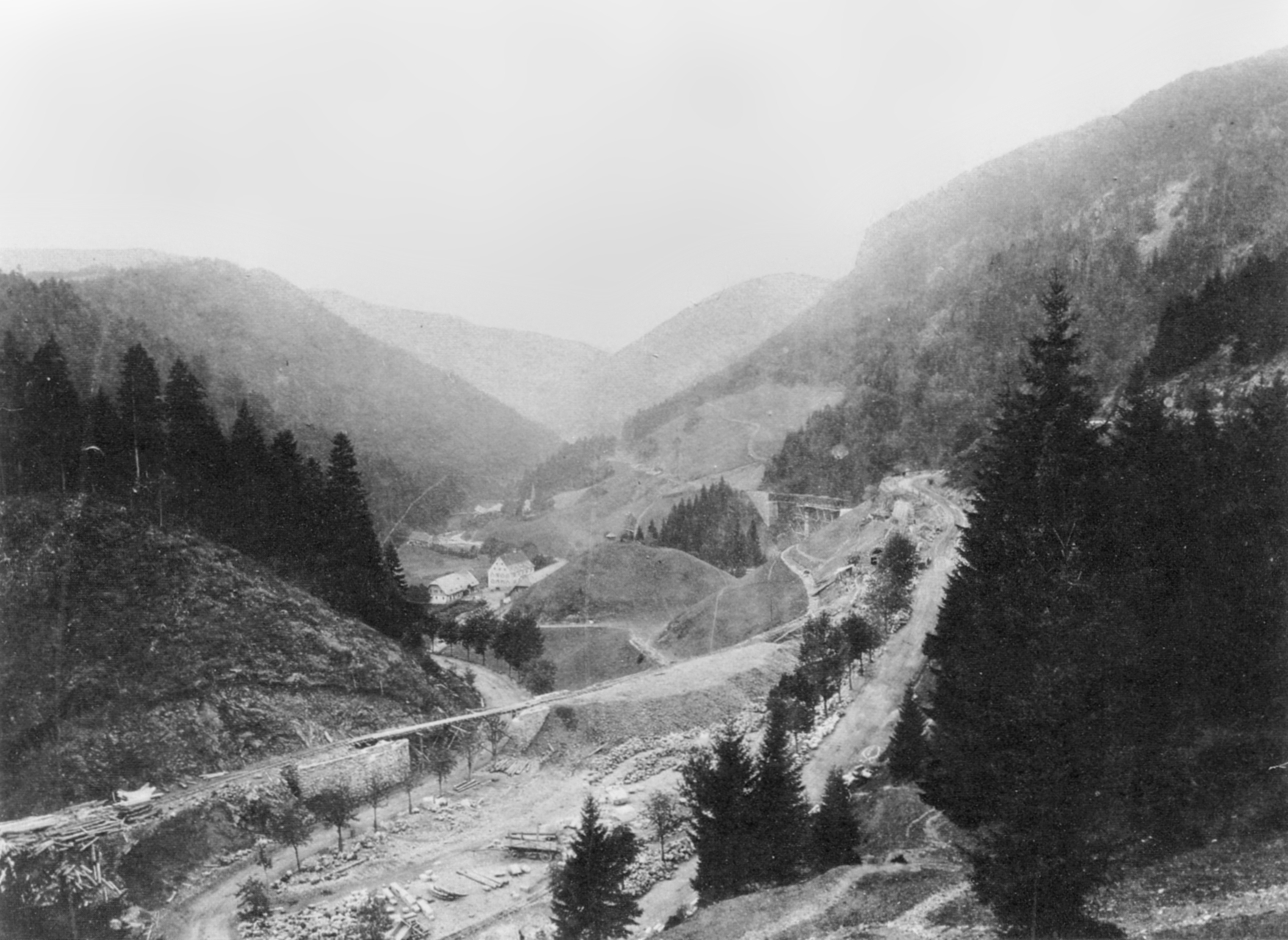
ラーヴェナ橋の建設（1885年）

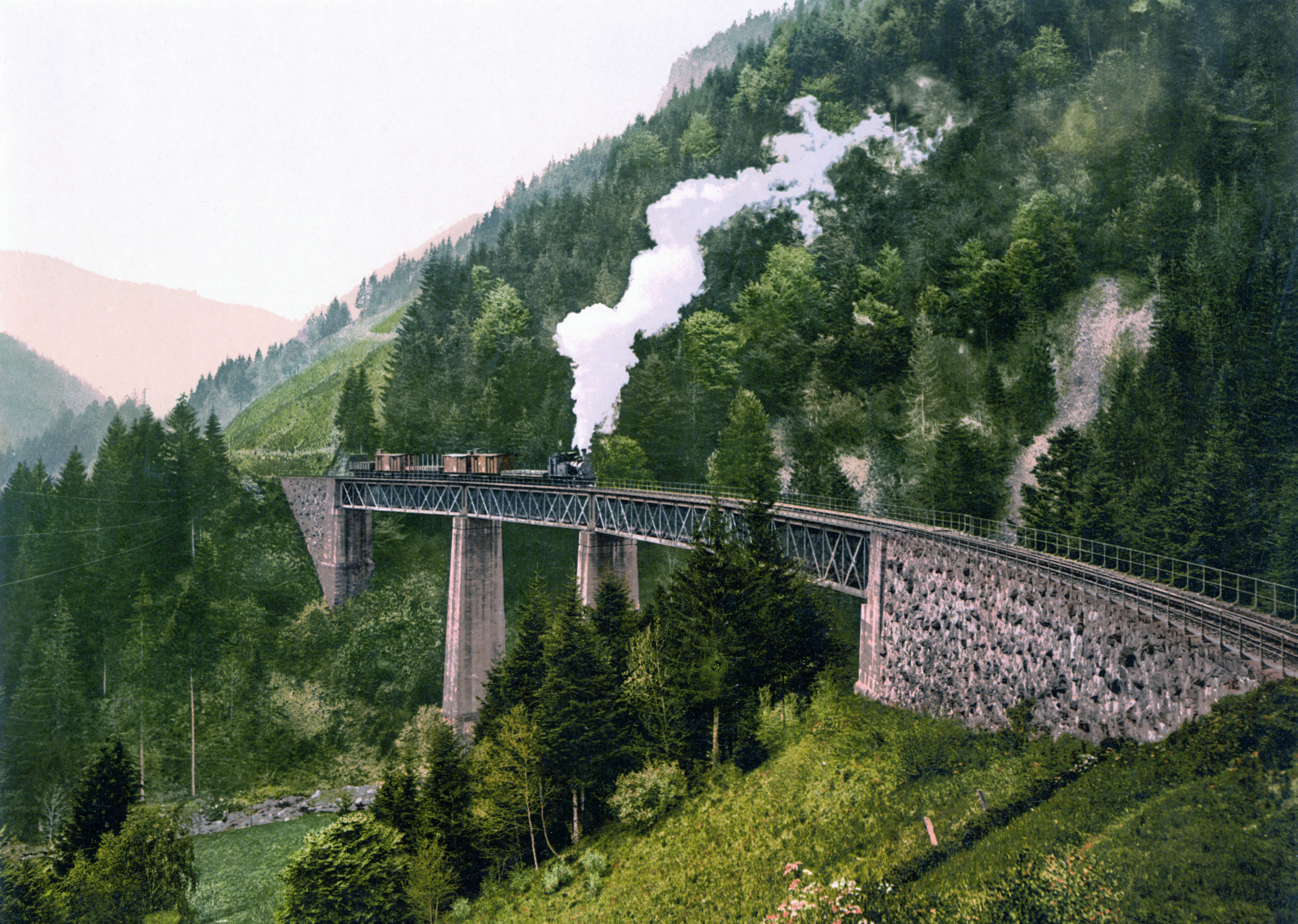
Alte Ravennabrücke um 1900

1845年にフライブルクがバーデン本線で連結された後で、東にあるヘレンタールを鉄道で連結する関心が高くなった。大公国政府は鉄道建設の可能性を調査させたものの、結果はとても急な傾斜に線路を設置するには技術的な余力がないことであった。対案として、ヴァーゲンシュタイゲ方面の迂回路や狭軌の建設などが論議された。1882年5月24日に鉄道敷設許可が与えられた後で、建設工事が始まった。当事の地域共同体は土地を無償で提供し、一定金額の工事費を負担せねばならなかった。
1887年5月21日にフライブルク - ノイシュタット区間が、バーデン大公国鉄道により開業された。この路線の建設は鉄道技術者ロベルト・ゲルヴィヒ（Robert Gerwig, 1820–1885）の最後のプロジェクトであった。ヒルシュシュプルングとヒンターツァルテンの間では、6525 mの区間の上でビシンガー＝クローぜ方式の歯軌条が設置された。この路線にバーデン鉄道のIXa形機関車がまずは投入され、客車には空気ブレーキも真空ブレーキも装着されねばならなかった。1900年に導入されたIXb形機関車は1910年以降に歯軌条区間のみで使用されて、1914年にIXc形機関車に置き換えられた。
ドナウエシンゲン方向の路線延長は資金の不足で延期された。建設工事は1898年に開始されて、1901年8月20日にこの路線はドナウエッシンゲンまで延長がされた。この区間は、できれば多い村を結ぶため、必要以上に長い路線となった。ヒューフィンゲン - ドナウエシンゲン区間は1892年10月既に開業された。その区間は1897年以降に南部ドイツ鉄道会社（Süddeutsche Eisenbahn-Gesellschaft, SEG）により運営されて、1901年にバーデン大公国鉄道はSEGと共同運営に合議した。

### ドイツ国営鉄道

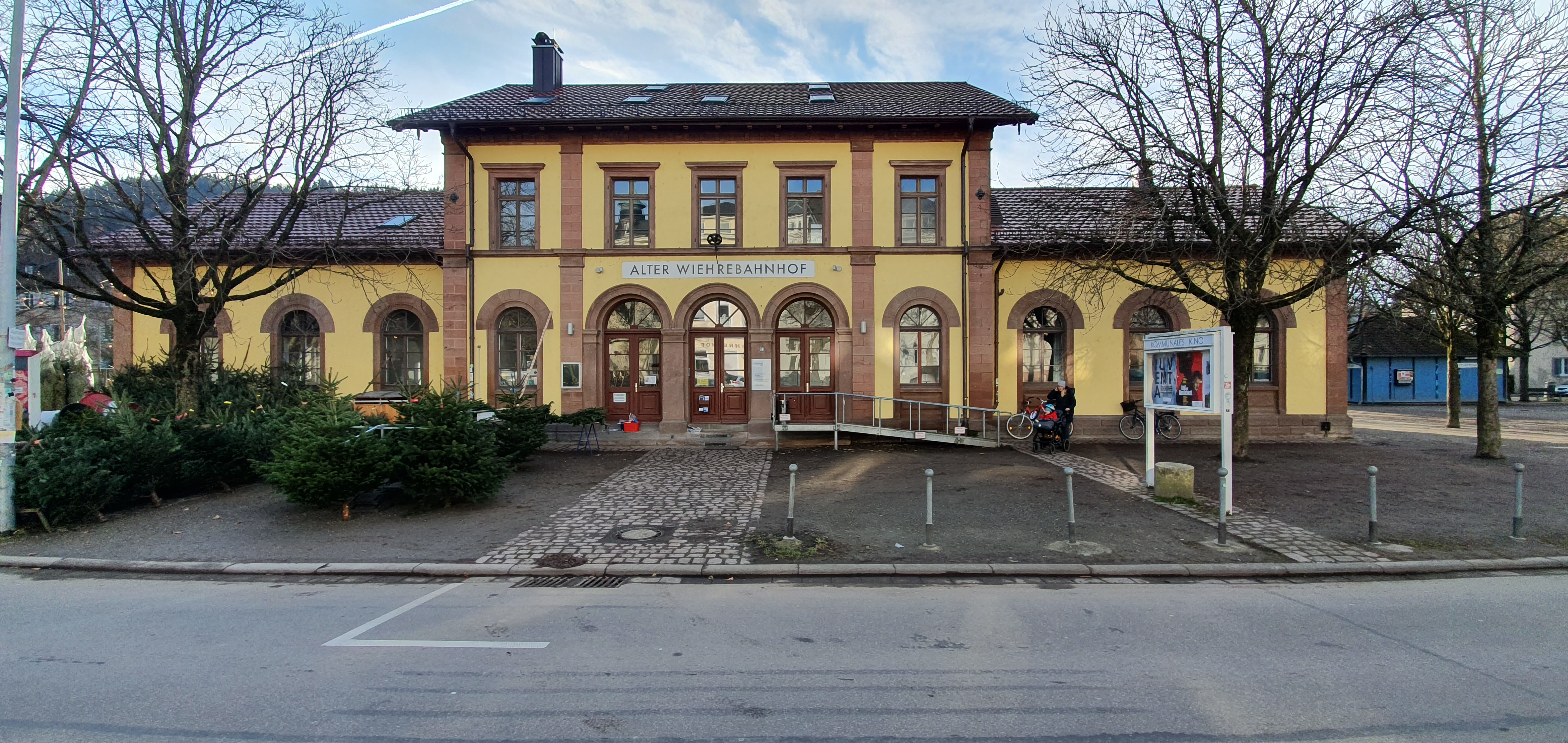
フライブルク・ヴィーレ旧駅舎（現在、町の映画館）

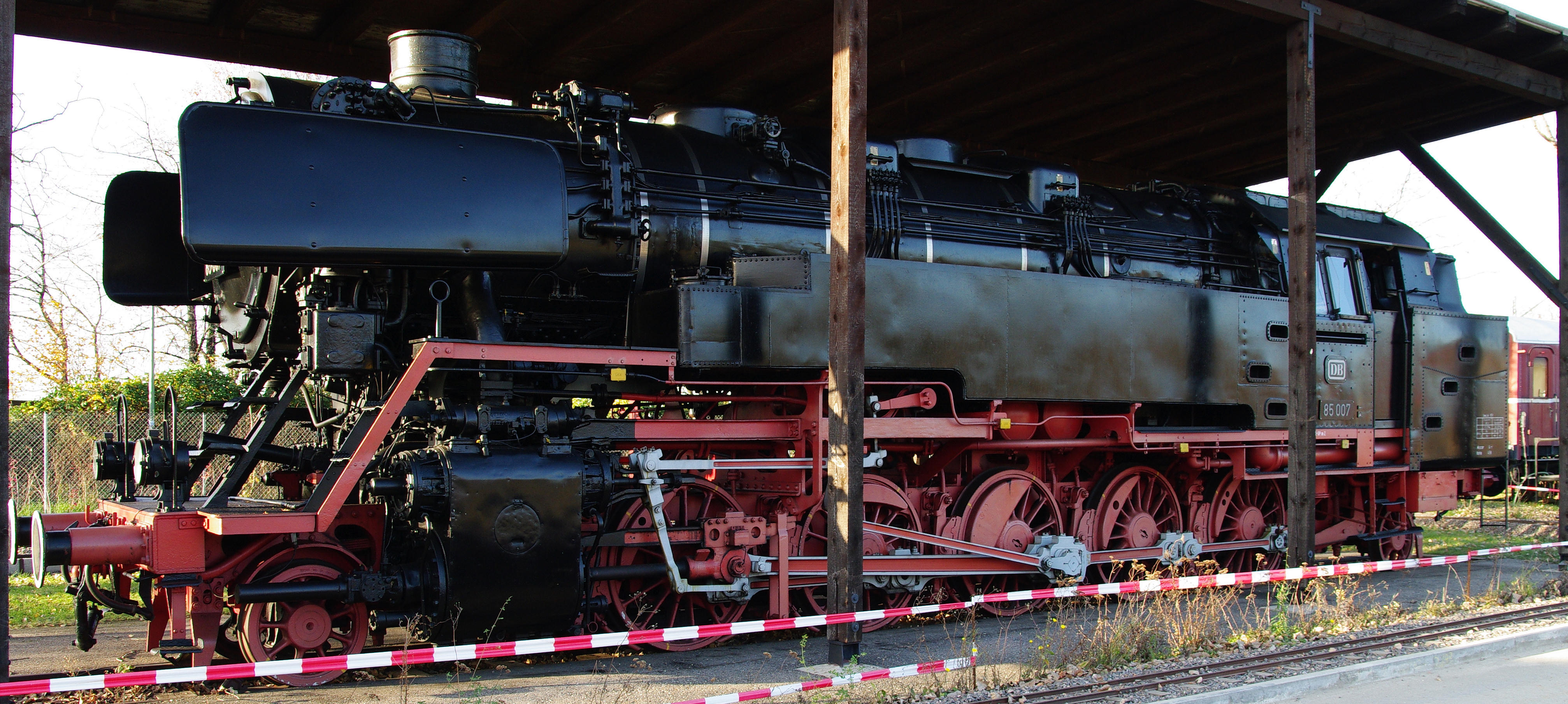
DRG/DB85形蒸気機関車（フライブルク車両基地）

1927年12月14日に、ラーヴェナ峡谷の架け橋であった古いラーヴェナ橋は、新しい高架橋に置き換えられた。高架橋の建設に伴い、その区間は直線化された。費用は約170万ライヒスマルクで、古い橋の橋台だけが残っている。
1930年代の初めに、この路線のフライブルク中央駅とフライブルク・リッテンヴァイラーの間が移設されたため、フライブルク・ヴィーレ駅も移転する必要があった。バーデン本線から高架線路が設置されて、特に市街地の踏切は側に置かれた。
さらに、1901年設置されたフライブル路面電車のギュンテルスタル方面の既存線路との平面交差点は廃止されるのができた。1916年10月12日、市内へ向かった路面電車が暗闇の中で閉じられた障壁を信号無視で通過して、上り坂の鉄道列車に衝突した、重大な事故が発生したことがあった。
新しい路線のためには2つの新しいトンネルの建設が必要であった。1つはローレットベルクを貫通して、もう1つはシュテルンヴァルトの下を通っている。建設工事の過程で、中央駅からヴィエーレ駅までこの路線は複線線路で改修された。
1932年より10機の85形蒸気機関車が高性能の制動装置の装着で製造され、ラックの支援なしで歯軌条の区間で通行できた。1933年にラックの運用が停止され、解体された歯軌条はカールスルーエ工科大学の交通博物館で保存されている。
1936年、ドイツ国営鉄道はフライブルク - ノイシュタット区間に電車線を20 kV、50 Hzで交流の電車線を設置した。電化区間にはE44形電気機関車が投入された。その後、フランスや他の国では、25 kV、50Hzの交流電力システムが採用された。

### ドイツ連邦鉄道
ライン谷鉄道の電化が1958年に完了した後で、システムの切り替えを避ける目的で、ヘレンタール鉄道は15 kV、16 ⅔ Hzの電力システムに連結されることとなった。1960年5月20日に、電車線の設置区間は、標準的なシステムに変換された。ヘレンタール鉄道用度の変電所（Unterwerk）は元々はティティゼー駅の中に設備されて、110 kVの供給電圧でスコット結線変圧器が備えられた。90度の位相差で交流が形成されて、二組の単相電力はフライブルクからこの路線の頂点までの区間およびドライゼー線とノイシュタットまでの区間にそれぞれ供給された。新しい変電所はフライブルクに設置された。

### ドイツ鉄道
1990年代の初めにフライブルク - ノイシュタット区間が改修されて、その時期以来二階建列車がその区間とドライゼーン線で走行した。2002年12月にインターレギオの「ヘレンタール号」が廃止されて、遠距離列車はこの路線で消滅した。一年後、クラーバー急行の運行中止のため、鉄道連絡はこの路線の区間では乗り換えなしに不可能となった。
2000年から2010年まで線路と分岐器が改良されて、移動通信方式の送受信機が設置された。「ブライスガウSバーン」のプロジェクトが進行されるために、いくつかの改修工事が必要であった。主な内容はフライブルク中央駅の分岐器の追加および新設、電車線の交換、ヴィーレ駅の新しい運転指令所の設置、曲線区間のカント量向上、バリアフリーの乗降場の設置などであった。2010年12月にノイシュタット - ドナウエシンゲン区間の電車線設置が一般交通計画に含まれて、費用は連邦政府、州政府、フライブルク地域近郊交通組合（Zweckverband Regio-Nahverkehrsplan Freiburg）、シュヴァルツヴァルト＝バール郡がそれぞれ分担した。2018年3月改修工事がこの路線の西側区間で開始されて、2019年10月電車線がノイシュタット - ドナウエシンゲン区間に設置された。同年12月15日にブライスガウSバーン路線が導入された。しかし、新型電車の未運行問題で2020年2月にSバーン路線が調整された。

## 沿線概況
列車がフライブルク中央駅を出発した後で、バーデン本線から離れ、高架橋を経て東の方向に走行する。中央駅 - リッテンヴァイラー駅区間は1934年に移設された区間で、この路線はヘレンタールの方面に続く。中央駅 - ヴィーレ新駅区間は複線で建設されて、残りは単線区間である。
列車は続いてキルヒツァルテン駅およびヒンメルライヒ駅を通過して、国道31号と平行にヘレンタールの急勾配の上り坂へ入る。この路線はヒルシュシュプルング岩壁を貫通する二つのトンネルと高さ40 mのラーヴェナ高架橋を経て海抜893 mの頂点に至る。ヒルシュシュプルング - ヒンターツァルテン区間の傾斜は、最大約5.7％の急勾配であり、ラック式鉄道の痕跡を示している。列車は頂点からティティゼー駅まで緩慢な曲線で走行する。ゼーブルクへ向かうドライゼー線はティティゼーの温泉街でこの路線から離れる。
ノイシュタット - ドナウエッシンゲン区間は2019年以来電化されていて、「後ろのヘレンタール鉄道」とも呼ばれる。列車は旧カッペル・グートアッハ橋駅の寸前に高架橋の下を通過する。この路線はドェギンゲントンネルで、ライン川とドナウ川の分水界を横切る。ヒューフィンゲン中駅ではブレク谷線がこの路線に接続して、列車がドナウエシンゲン駅に至る直前に、シュヴァルツヴァルト線がこの路線と合流する。
ヘレンタール鉄道には15個のトンネルが建設されている。そのうち、9つはフライブルクとノイシュタットの区間（前部）に、6つはノイシュタットとドナウエッシンゲンの区間（後部）にある。最長のトンネルはドェギンゲントンネルで、長さは535 mである。このトンネルは黒海と北海間のヨーロッパ分水嶺を貫通する。

## 運行形態
- 普通列車（RB42）: ブロインリンゲン - ヒューフィンゲン中駅 - ドナウエシンゲン - フィリンゲン - トロシンゲン - ロットヴァイル。60分間隔。ホーエンツォレルン地方鉄道（Hohenzollerische Landesbahn, HzL）所属。使用車両はレギオシャトルRS1。
- Sバーン（S1）: ブライスアッハ - ゴッテンハイム - フライブルク (ブライスガウ)　- リッテンヴァイラー - ヒンメルライヒ - ヒンターツァルテン - ティティゼー - ゼーブルック。30/60分間隔。使用車両はDB1440形電車。
- Sバーン（S10）: フライブルク（ブライスガウ）- リッテンヴァイラー - ヒンメルライヒ - ヒンターツァルテン - ティティゼー - ノイシュタット（シュヴァルツヴァルト） - ロェフィンゲン - ドェギンゲン - ヒューフィンゲン中駅 - ドナウエッシンゲン - フィリンゲン。60分間隔。使用車両は1440形電車。
- Sバーン（S11）: エンディンゲン - ゴッテンハイム - フライブルク (ブライスガウ)　- リッテンヴァイラー - ヒンメルライヒ - ヒンターツァルテン - ティティゼー - ノイシュタット（シュヴァルツヴァルト）。30/60分間隔。使用車両はDB1440形電車。